# Nova Akropola
Za organizacijo glej Nova Akropola (organizacija)
Nova Akropola je drugi studijski album skupine Laibach. Izšel je leta 1985. Ponovna izdaja iz leta 2002, ki je izšla na zgoščenki, vsebuje tudi videospot skladbe »Država«.
Aprila 2023 je napovedan izid prenovljene izdaje - dvojne LP plošče Nova Akropola pri isti založbi.

## Seznam skladb
| Št. | Naslov                                                            | Dolžina |
| --- | ----------------------------------------------------------------- | ------- |
| 1.  | „Vier Personen‟ (Jani Novak)                                      | 5:26    |
| 2.  | „Nova akropola‟ (Jani Novak/Milan Fras/Dejan Knez)                | 6:55    |
| 3.  | „Krvava gruda - plodna zemlja‟ (Jani Novak/Milan Fras/Dejan Knez) | 4:07    |
| 4.  | „Vojna poema‟ (Jani Novak)                                        | 3:12    |
| 5.  | „Ti, ki izzivaš (Outro)‟ (Bernard Herrmann)                       | 1:20    |
| 6.  | „Die Liebe‟ (Milan Fras)                                          | 4:26    |
| 7.  | „Država‟ (Jani Novak)                                             | 4:19    |
| 8.  | „Vade Retro‟ (Dejan Knez)                                         | 4:33    |
| 9.  | „Panorama‟ (Jani Novak/Milan Fras/Dejan Knez)                     | 4:52    |
| 10. | „Decree‟ (Jani Novak/Milan Fras/Dejan Knez)                       | 6:41    |

## Produkcija
- Producenti: Jurij Toni, Ken Thomas, Laibach, Rico Conning
- Oblikovanje: David Black, Laibach Kunst